# Гвінея-Бісау на літніх Олімпійських іграх 2016
Гвінея-Бісау на літніх Олімпійських ігор 2016 була представлена 5 спортсменами у 3 видах спорту. Жодної медалі олімпійці Гвінея-Бісау не завоювали.

## Спортсмени
| Дисципліна     | Чоловіки | Жінки | Разом |
| -------------- | -------- | ----- | ----- |
| Легка атлетика | 1        | 1     | 2     |
| Дзюдо          | 0        | 1     | 1     |
| Боротьба       | 2        | 0     | 2     |
| Разом          | 3        | 2     | 5     |

## Легка атлетика
Легенда
- Note – для трекових дисциплін місце вказане лише для забігу, в якому взяв участь спортсмен
- Q = пройшов у наступне коло напряму
- q = пройшов у наступне коло за добором (для трекових дисциплін - найшвидші часи серед тих, хто не пройшов напряму; для технічних дисциплін - увійшов до визначеної кількості фіналістів за місцем якщо напряму пройшло менше спортсменів, ніж визначена кількість)
- NR = Національний рекорд
- N/A = Коло відсутнє у цій дисципліні
- Bye = спортсменові не потрібно змагатися у цьому колі

Трекові і шосейні дисципліни
| Спортсмен       | Дисципліна                   | Попередній забіг | Попередній забіг | Чвертьфінал     | Чвертьфінал     | Півфінал        | Півфінал        | Фінал           | Фінал           |
| Спортсмен       | Дисципліна                   | Час              | Місце            | Час             | Місце           | Час             | Місце           | Час             | Місце           |
| --------------- | ---------------------------- | ---------------- | ---------------- | --------------- | --------------- | --------------- | --------------- | --------------- | --------------- |
| Холдер да Сілва | біг на 100 метрів (чоловіки) | 10.97            | 4                | Завершив виступ | Завершив виступ | Завершив виступ | Завершив виступ | Завершив виступ | Завершив виступ |

Технічні дисципліни
| Спортсмен       | Дисципліна             | Кваліфікація       | Кваліфікація | Фінал              | Фінал            |
| Спортсмен       | Дисципліна             | Результат у метрах | Місце        | Результат у метрах | Місце            |
| --------------- | ---------------------- | ------------------ | ------------ | ------------------ | ---------------- |
| Джессіка Інчуде | штовхання ядра (жінки) | 15.15              | 36           | Завершила виступ   | Завершила виступ |

## Дзюдо
| Спортсмен    | Категорія        | 1/16 фіналу        | 1/8 фіналу                  | Чвертьфінали       | Півфінали          | Втішний поєдинок   | Фінал / БМ         | Фінал / БМ       |
| Спортсмен    | Категорія        | Суперник Результат | Суперник Результат          | Суперник Результат | Суперник Результат | Суперник Результат | Суперник Результат | Місце            |
| ------------ | ---------------- | ------------------ | --------------------------- | ------------------ | ------------------ | ------------------ | ------------------ | ---------------- |
| Тасіана Ліма | до 48 кг (жінки) | Bye                | Галбадрах (KAZ) L 010–010 S | Завершила виступ   | Завершила виступ   | Завершила виступ   | Завершила виступ   | Завершила виступ |

## Боротьба
Легенда:
- VT – Перемога на туше.
- VB – Перемога за травмою суперника.
- PP – Перемога за очками – з технічними очками в того, хто програв.
- PO – Перемога за очками – без технічних очок в того, хто програв.
- ST – Перемога за явної переваги – різниця в очках становить принаймні 8 (греко-римська боротьба) або 10 (вільна боротьба) очок, без технічних очок у того, хто програв.

Чоловіки
| Спортсмен         | Категорія | Кваліфікація             | 1/8 фіналу             | Чвертьфінал        | Півфінал           | Втішний поєдинок 1 | Втішний поєдинок 2 | Фінал / БМ         | Фінал / БМ |
| Спортсмен         | Категорія | Суперник Результат       | Суперник Результат     | Суперник Результат | Суперник Результат | Суперник Результат | Суперник Результат | Суперник Результат | Місце      |
| ----------------- | --------- | ------------------------ | ---------------------- | ------------------ | ------------------ | ------------------ | ------------------ | ------------------ | ---------- |
| Аугусто Мідана    | до 74 кг  | Bye                      | Берроуз (USA) L 1–3 PP | Завершив виступ    | Завершив виступ    | Завершив виступ    | Завершив виступ    | Завершив виступ    | 14         |
| Бедопасса Буассат | до 97 кг  | Ібрагімов (UZB) L 0–5 VB | Завершив виступ        | Завершив виступ    | Завершив виступ    | Завершив виступ    | Завершив виступ    | Завершив виступ    | 15         |